# Jurcsák Tibor
Jurcsák Tibor (Ökrös, 1926. december 29. – Nagyvárad, 1992. január 23.) erdélyi magyar paleontológus, természettudományi szakíró.

## Életútja
Középiskoláit Nagyváradon (1947), felsőfokú tanulmányait a Babeș–Bolyai Tudományegyetem levelező tagozatán (1957) végezte. A nagyváradi Körösvidéki Múzeum természettudományi osztályán kezdte tudományos kutatói munkásságát és anyaggyűjtését 1951-ben, itt lett osztályvezető. Munkaterülete az őslénytan, ősemlősök kutatása. A bihari tájak ősemlős- és madárfaunájára vonatkozó szaktanulmányai főleg a múzeum Nymphaea c. évkönyveiben jelentek meg, írásait a Crisia, Revista Muzeelor s több más hazai szakfolyóirat is közölte. Természettudományi és természetvédő írásaival magyar nyelven a Fáklya hasábjain jelentkezett. 1981-ben a Nymphaea felelős szerkesztője lett.